# Compsophorus pilosus
Compsophorus pilosus là một loài tò vò trong họ Ichneumonidae.